# Fröbergs varv
Fröbergs varv var ett svenskt fritidsbåtvarv i Lidingö.
Fröbergs varv låg längst in i Kyrkviken. Det drevs av båtbyggaren Karl Fröberg och hade rykte om sig att hålla en hög kvalitet och tillverkade endast 114 båtar. Varvet byggde flera båtar, som var ritade av Carl Gustaf Pettersson och Ruben Östlund. Efter Fröbergs död 1955 byggdes bara en båt till och i augusti 1972 lades varvet ned för gott.

## Byggda båtar i urval
- 1923 Tv11, systerbåt till Tv 12, tullkryssare ritad av Carl Gustaf Pettersson
- 1925 Motorbåten Elisabeth, ritad av Carl Gustaf Pettersson
- 1932 Motorbåten Graziella, ritad av Carl Gustaf Pettersson
- 1932–1933 M/Y Ta-Ta, numera M/Y Montrose, som ritades av Ruben Östlund
- 1934 M/Y Margona, halvsalong, ritad av Carl Gustaf Pettersson
- 1937 Motorkryssaren Mirandra, ritad av Ruben Östlund

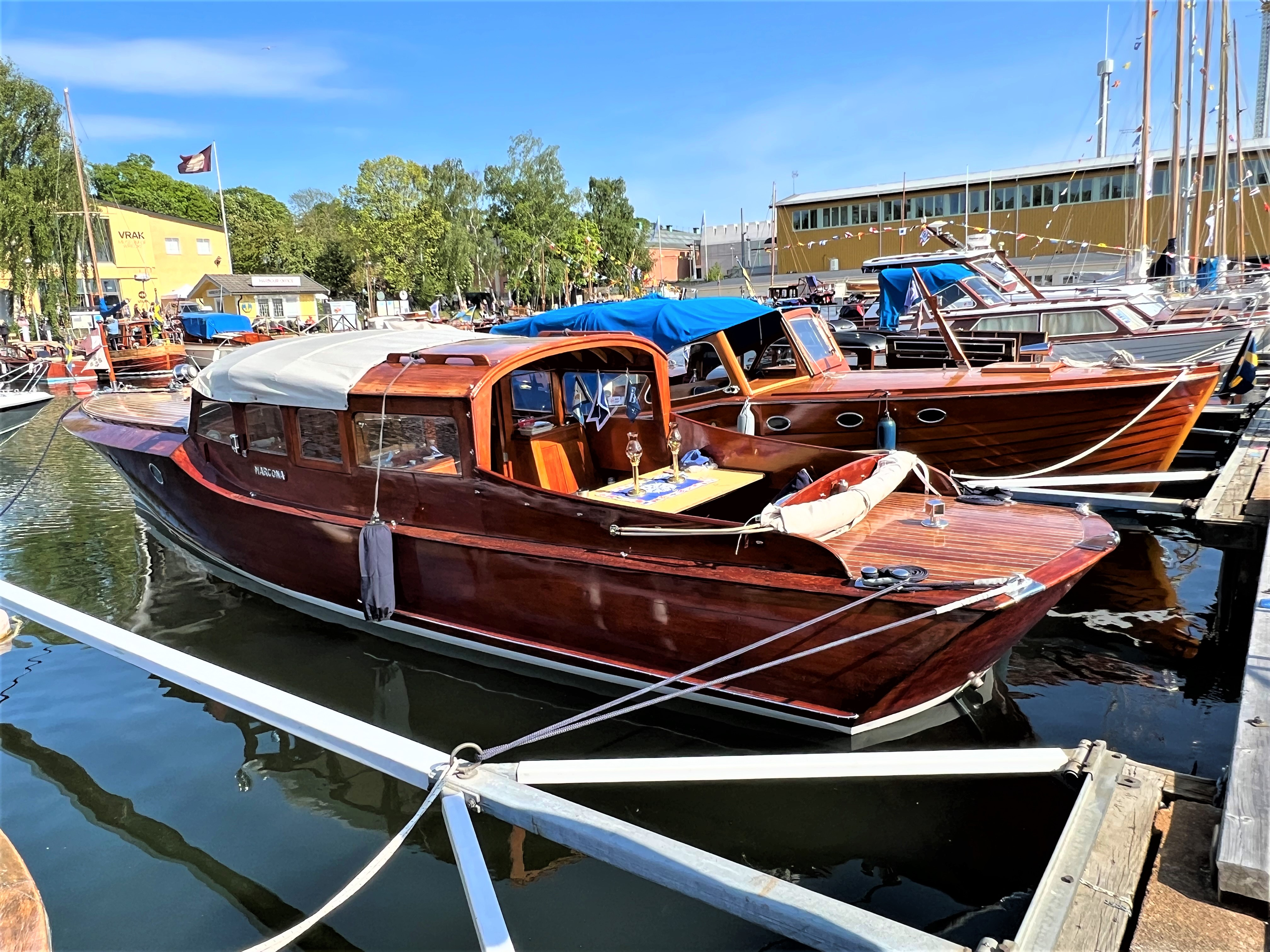
M/Y Margona, 1934